# Tito Tecieno Sereno
Tito Tecieno Sereno (em latim: Titus Tettienus Serenus; m. 114) foi um senador romano nomeado cônsul sufecto para o nundínio de julho a agosto de 81 com Caio Cédio Nata Pinário. É conhecido basicamente através de inscrições. Ele é identificado como um irmão de Galeão Tecieno Petroniano, cônsul sufecto em 76.

## Carreira
Nenhuma inscrição encontrada até o momento apresenta toda sua carreira política. O único cargo conhecido além do consulado é o de legado imperial da Gália Lugdunense, que Werner Eck datou no período entre 78 e 80, antes do consulado.
Porém, os sacerdócios que deteve são melhor conhecidos. Uma inscrição encontrada em Roma atesta que Sereno foi admitido entre os sodais augustais em 92. Outra, de 24 de maio de 102, atesta que ele era membro do Colégio de Pontífices, um dos quatro mais prestigiosos de Roma. A mesma inscrição que recorda sua admissão entre os sodais augustais também registra que outra pessoa assumiu seu lugar em 114, o que indica que ele morreu naquele ano.